# Valeria Koblova
Valeria Sergeyevna Koblova, nascida Zholobova (em russo:  Валерия Сергеевна Коблова (Жолобова); Yegoryevsk, 9 de outubro de 1992) é uma lutadora de estilo-livre russa, medalhista olímpica.

## Carreira
Koblova competiu na Rio 2016, na qual conquistou a medalha de prata, na categoria até 63 kg.